# جوليا ستريتشي
جوليا ستريتشي (بالإنجليزية: Julia Strachey)‏ (20 أغسطس 1901، الله أباد في الهند - 1979 في المملكة المتحدة)؛ عارضة، مصورة وروائية بريطانية.